# Nerem

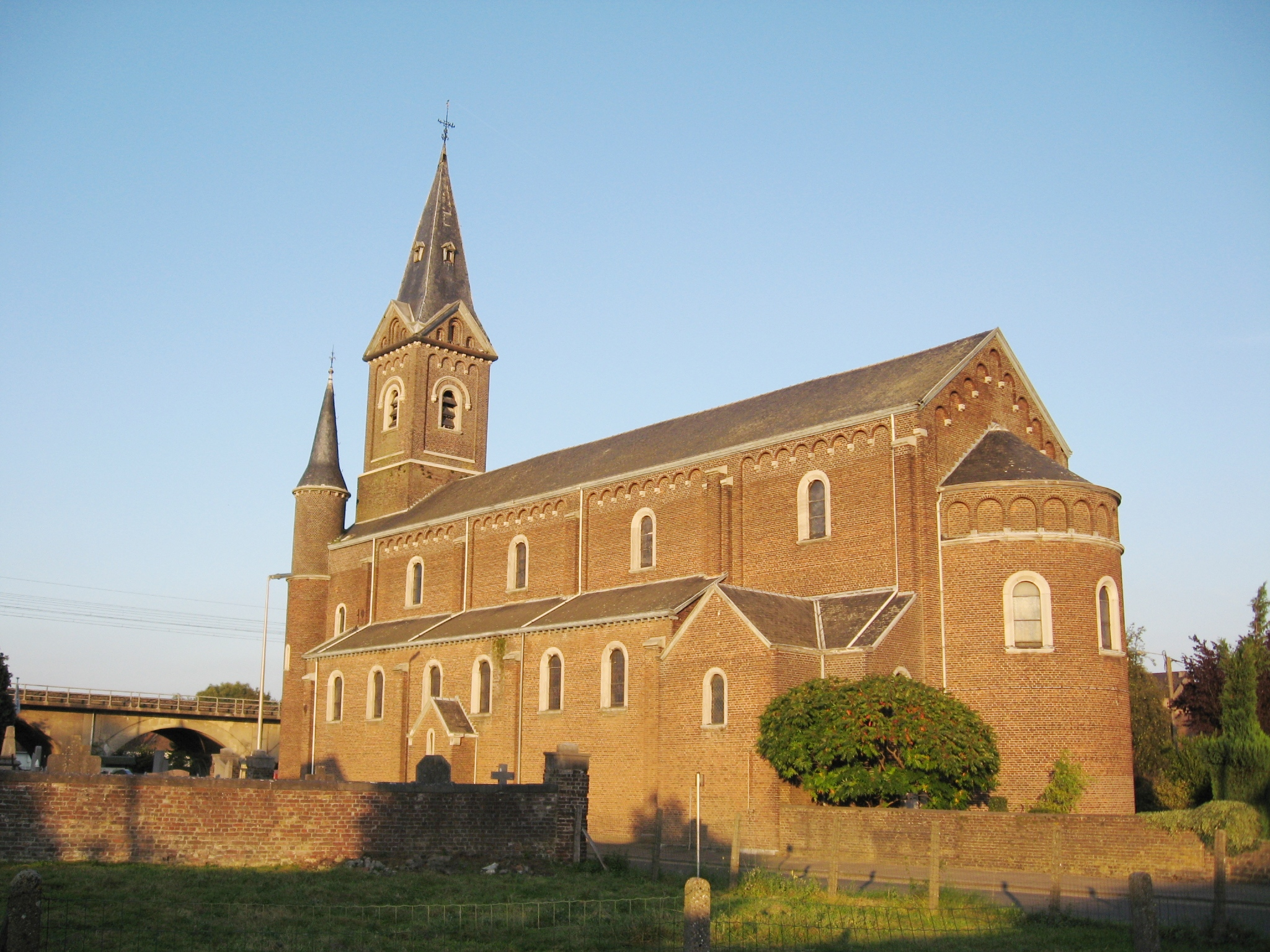

Nerem est une section de la ville belge de Tongres-Looz située en Région flamande dans la province de Limbourg. C'était une commune à part entière avant la fusion des communes de 1977.

## Démographie

### Évolution démographique
- Sources : INS, Rem. : 1831 jusqu'en 1970 = recensements, 1976 = nombre d'habitants au 31 décembre[2].

## Histoire
Nerem, alors appelé Nederheim, était jadis un des huit villages faisant partie de ce qu’on appelait les « Terres de rédemption ».

## Patrimoine
L'ancienne chocolaterie Rosmeulen a été construite entre 1904 et 1909 dans le style Art nouveau.

## Personnalités nées à Nerem
- Georges Virrès (1868-1946), écrivain belge d’expression française
- Willy Saeren (1926-2002), footballeur